# Adenomus
Adenomus är ett släkte av groddjur som ingår i familjen paddor.
Dessa paddor lever endemisk på Sri Lanka.
Arter enligt Catalogue of Life, utbredning enligt IUCN:
- Adenomus dasi, enstaka fynd från Sri Lanka, senast vid 1370 meter över havet.
- Adenomus kandianus, bergstrakter på centrala Sri Lanka, till exempel i Horton Plains nationalpark.
- Adenomus kelaartii, på sydvästra Sri Lanka.